# Albulatunnel
Der Albulatunnel besteht seit 1903 als einspuriger Eisenbahntunnel und bildet das Herzstück der Albulabahn im Kanton Graubünden (Schweiz). Er verbindet mit seinen 5865 m Tunnellänge den Bahnhof Preda (Nordportal) im Albulatal mit dem im Engadin gelegenen Spinas.
Der Tunnel unterquert die Wasserscheide zwischen Rhein und Inn einige Kilometer westlich des Albulapasses. Mit einer Kulmination von 1820 m ü. M. ist er nach dem Furka-Scheiteltunnel der zweithöchste Alpendurchstich der Schweiz. Er führt auf einer Länge von 4346 m durch Granit, die restliche Strecke liegt grösstenteils in Schiefer, bis auf eine kurze Strecke in Zellenkalk, wovon eine 18 m lange durchnässte treibsandähnliche Zone besonders viele Schwierigkeiten während des Baus bereitete. Die grösste Gebirgsüberlagerung des Bauwerkes beträgt 950 m.
Über 100 Jahre nach der Eröffnung des bisherigen erfolgte im Juni 2024 die Eröffnung eines neuen Tunnels, welcher den Ausbau des alten Tunnels als Sicherheitsstollen ermöglichte.

## Geschichte erster Bahntunnel bis 2024

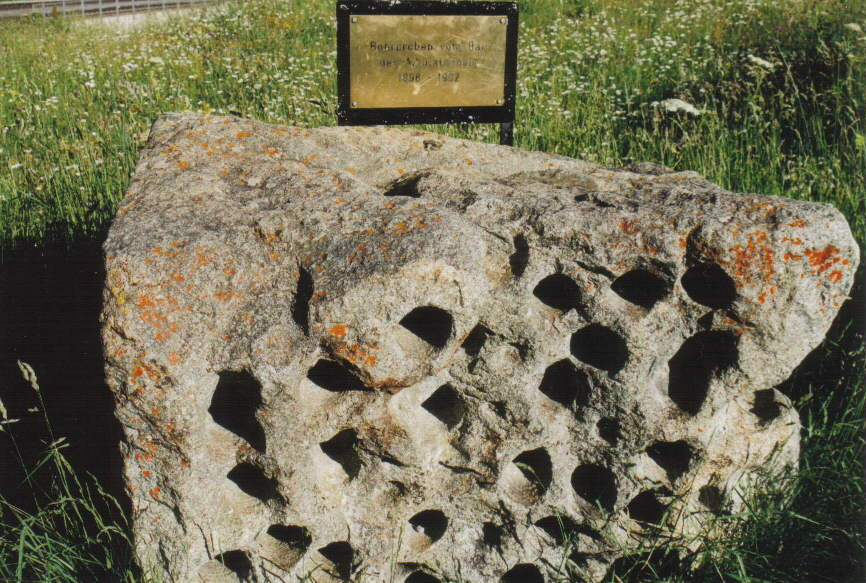
Bohrproben vom Bau des Albulatunnels

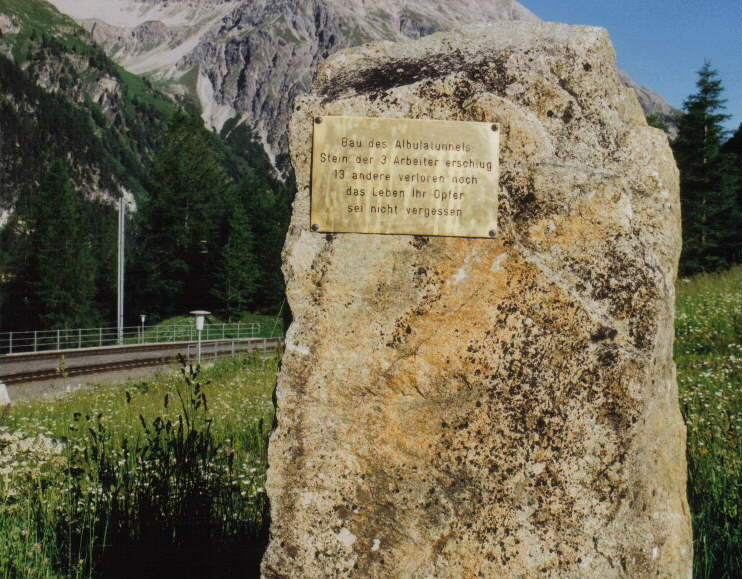
Gedenkstein am Bahnlehrpfad in Preda

### Baugeschichte

#### Vortrieb von Norden
Am Nordportal war der Vortrieb zunächst schwierig, da sich die Tunnelbauer zuerst durch anderthalb Kilometer Schiefer und Mergel kämpfen mussten. Am 13. Oktober 1899 begann der mechanische Vortrieb knapp vierhundert Meter hinter dem Nordportal, wobei der Richtstollen als Sohlenstollen ausgeführt wurde und die belgische Bauweise zum Einsatz kam. Es wurden zwei wasserbetriebene Bohrmaschinen eingesetzt. Der Baufortschritt betrug zunächst 100 Meter pro Monat, wurde aber verlangsamt durch immer mehr angefahrene Quellen, aus welchen unabhängig von der Jahreszeit 6 °C kaltes Wasser in den Tunnel floss, das die Arbeiten behinderte. Mitte April 1900 stiessen die Mineure etwa einen Kilometer hinter dem Nordportal auf einen Wassereinbruch, der grosse Massen feinsten Dolomitsandes mit sich brachte und die Gleise 70 Zentimeter hoch überschwemmte. Gleichzeitig versiegte eine starke Quelle oberhalb des nördlichen Tunnelportals. Die Arbeiten kamen zum Erliegen, bis das mit 300 Liter pro Sekunde einströmende Wasser mit Rohren abgeleitet werden konnte.
Im Mai 1900 stiessen die Mineure auf Zellenkalk, der am Anfang ohne Maschinen leicht abzubauen war, bis am 29. Juli 1900 grosse Mengen von Wasser 1192 Meter hinter dem Nordportal einbrachen und die Stollensohle mit den Gleisen auf 500 Meter Länge mit Sand bedeckten. Fortan konnte nur noch mit Getriebezimmerung gearbeitet werden. In den nächsten zweieinhalb Monaten schafften die Mineure nur noch 6,3 Meter. Ende 1900 musste der Vortrieb 1205 Meter hinter dem Nordportal ganz eingestellt werden.

#### Vortrieb vom Süden
Auch der Vortrieb von der Südseite war nicht unproblematisch. Auch hier wurde die belgische Bauweise eingesetzt. Der feste Granit befindet sich zwar nur 260 Meter hinter dem Portal, aber die Strecke davor führte durch Sand, der mit Findlingen durchsetzt war. Die einzelnen Felsbrocken übten lokal starken Druck auf die Tunnelzimmerung aus, so dass diese stellenweise nachgab. Am 19. November 1899 brach der Sohlstollen 108 Meter hinter dem Portal auf einer Länge von 12 Metern ein, ohne dass Mineure zu Schaden kamen. Der Wiederaufbau des Sohlstollens dauerte bis Juli 1900. Der Firststollen wurde unabhängig vom Sohlstollen weitergebaut, so dass 323 Meter hinter dem Portal am 17. Oktober 1900 mit dem mechanischen Vortrieb begonnen werden konnte. Auch auf der Südseite waren zwei wasserbetriebene Bohrmaschinen im Einsatz.

#### Fertigstellung durch RhB
Wegen der Schwierigkeiten auf der Nordseite und dem Einsturz auf der Südseite trat das ausführende Bauunternehmen Ronchi & Carlotti am 24. Februar 1901 vom Vertrag zurück. Die Rhätische Bahn nahm ab 1. April 1901 die Bauarbeiten selbst in die Hand. Auf der Nordseite wurde der Firststollen weitergetrieben, der am 15. April 1901 auf den 1210 Meter hinter dem Nordportal gelegenen Casannaschiefer stiess. Die Vortriebsleistung betrug nur 25 Zentimeter pro Tag. Die schwierige Stelle durch treibsandähnliches Gestein befand sich zwischen 1190 Meter und 1210 Meter hinter dem Nordportal. Sie musste mit einem 75 Zentimeter starken Gewölbe ausgemauert werden.
Ab 25. August 1901 wurde von der Nordseite wieder mit Bohrmaschinen gearbeitet. Um die Arbeiten zu beschleunigen, wurden nun auf beiden Seiten drei Bohrmaschinen eingesetzt. Eine Bohrmaschine wurde im Richtstollen eingesetzt mit dem Ziel, diesen möglichst voranzutreiben, um die vorausliegenden geologischen Verhältnisse zu erkunden und nach dem Durchschlag eine bessere Lüftung der Baustelle zur Verfügung zu haben. Zwei weitere Bohrmaschinen auf beiden Seiten stellten vom Richtstollen aus einen Schlitz bis zur Tunneldecke her, worauf der Ausbruch des Vollprofils von oben nach unten erfolgte. Diese sogenannte alte österreichische Bauweise wurde ab November 1901 auf der Nordseite und ab April 1902 auf der Südseite eingesetzt. Am 29. Mai 1902, um 3 Uhr 30, erfolgte der Durchschlag der beiden Richtstollen, 3030,5 m vom Nordportal und 2835 m vom Südportal entfernt. Die Ausmauerung erfolgte wo nötig bis Februar 1903, am 15. April war der Oberbau fertiggestellt, so dass die Bauzüge für die Fertigstellung der Strecke vom Südportal bis nach Celerina durch den Tunnel verkehren konnten. Der kommerzielle Betrieb begann am 1. Juli 1903. Die Kosten für den Tunnel beliefen sich auf 7'228'000 Franken.

#### Leben der Arbeiter

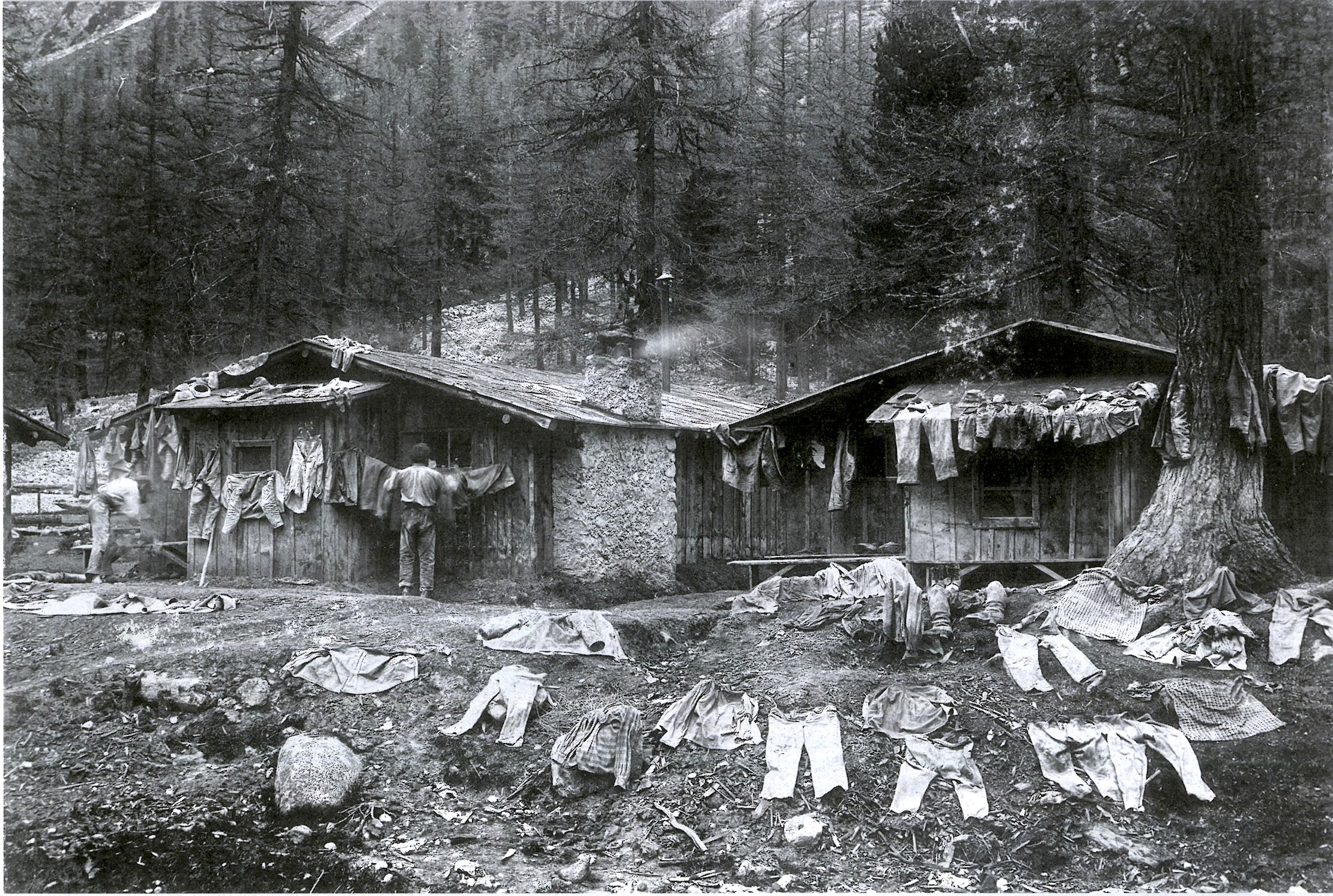
Arbeitersiedlung beim Tunnelbau

Für die Bereitstellung von Unterkunft, Büros, Hospital, Bad, Kirche und Schulen für die Ingenieure und die vorwiegend italienischen Arbeiterfamilien mussten zahlreiche Baracken erstellt werden. Die Baudörfer in Preda und Spinas zählten 25 Häuser. In diesen hausten im Sommer bis zu 1316 und im Winter 1087 Arbeiter, zum Teil sogar mit ihren Familien. Die Normalbaracken, die für 48 Mann zum Schlafen, Essen und Wohnen dienten, waren 11,50 m lang, 7 m breit und 2,50 – 4,10 m hoch. Einer der damaligen Ingenieure schrieb 50 Jahre später über das Leben:

«Eine kleine Kirche samt Pfarrer und eine italienische Schule samt Lehrern waren vorhanden. Das eidgenössische Postbüro war im Gasthaus untergebracht. Die hygienischen Verhältnisse entsprachen selbstverständlich nicht den Anforderungen, die man heute an einem Bauplatz stellt; immerhin sorgten der Regiebetrieb und die gute Luft dafür, dass keine Epidemien ausbrachen. Der stationierte Landjäger hatte kein leichtes Spiel mit den heißblütigen Söhnen des Südens. Vorsichtshalber verließ er die Wirtschaft nach der Polizeistunde stets rückwärts. Selbstverständlich musste das technische Personal, das ja für gute Ordnung verantwortlich war, der Polizei in jeder Beziehung helfen. Ich muss betonen, dass beim Erscheinen der Ingenieure, der größte Tumult in den Wirtschaften sich sofort legte. Die Einstellung, der italienischen Arbeiter gegenüber der technischen Leitung damals genau wie jetzt positiv gemäß dem Respekt für technische Leistungen, die diese Leute stets zeigen. Alle kleineren Streitigkeiten und Delikte, die unser Florentiner Nachtwächter jeden Morgen meldete, fanden die sofortige Erledigung auf unserem Büro, unter Assistenz des Landjägers: nur das Zeigen des Gummiknüttels genügte, um Zeitverluste zu vermeiden. Größere Delikte wurden dem Kreisamt gemeldet. Die Untersuchungen fanden dann wieder auf unserem Büro statt. Für Krankheit und Unfälle der Arbeiter war die eigene Kasse des Regiebetriebes der RhB zuständig und das technische Personal musste diese Fälle behandeln und Abmachungen über Unfallentschädigungen und bleibende Schäden selber erledigen.»

In die Freude über die Vollendung des Werkes mischten sich einige bittere Wermutstropfen: 16 Arbeiter erlitten bei den Tunnelarbeiten den Tod. Es ereigneten sich 2128 Unfälle mit Arbeitsaussetzungen, und 177 Arbeiter trugen bleibende Nachteile davon. Am Bahnhof von Preda erinnert ein Gedenkstein an die Opfer. Dabei darf festgehalten werden, dass durch ein eigenes Hospital mit einem Arzt, einem Krankenpfleger und mehreren italienischen Krankenschwestern (bei zehn- bis elfstündiger Arbeit im Freien) gut für die Pflege der Kranken und Verunfallten gesorgt war.

### Veränderungen für die Täler

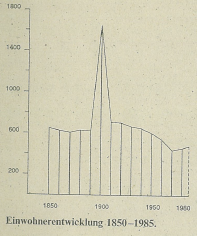
Bevölkerungsentwicklung Bergün-Bravuogn

Die Vollendung der Bahnanlage im Albulatal war vor allem für den Fremdenverkehr im Engadin von entscheidender Bedeutung, indem die Besucherfrequenz sofort eine enorme Zunahme erfuhr. Dauerte die Reise von Thusis ins Engadin vordem mit der Postkutsche 12 Stunden, so sind die bekannten Fremdenverkehrsorte des Oberengadins, St. Moritz, Samedan‚ Celerina usw.‚ seither mit der Rhätischen Bahn in etwas mehr als 2 Stunden erreichbar. Dies zeigte sich in der Verdopplung der Einwohnerzahl des Kreises Oberengadin von 4117 Personen im Jahre 1888 auf 8439 im Jahre 1910. In St. Moritz nahm die Bevölkerung in der gleichen Zeit sogar von 710 auf 3197 und in Samedan von 843 auf 1293 Einwohner zu.
Kulturschock
Die Einheimischen hatten während des Baus des ersten Tunnels und der Bahnstrecke Nebenverdienste wie nie zuvor. Was sie in der verhältnismässig kurzen Bauzeit gesehen, gehört, erlebt und erfahren hatten, überstieg um vieles das, was ihnen das ganze vergangene Jahrhundert an Modernisierung gebracht hatte. Es war eine Erschütterung des Volkslebens, die grösstenteils erst nach Beendigung der Bauarbeiten verarbeitet und den alten Gewohnheiten angepasst wurde. Trotzdem führte diese schlagartige Verbindung zur Welt zu Impulsen für eine modernere Gesellschaft.

### Beschluss zum Neubau ab 2009
Im Februar 2009 kündigte die Rhätische Bahn Untersuchungen zur grundlegenden Modernisierung oder zum Neubau des Tunnels an. Die RhB prüfte mittels geologischer Tests, ob es wirtschaftlicher sei, den Tunnel zu sanieren oder durch einen Neubau zu ersetzen.
Im Frühjahr 2010 wurde seitens der RhB ein Neubau favorisiert. Die Kosten wurden seinerzeit mit 260 Mio. CHF beziffert. Der Neubau sei zwar 20 Millionen Fr. teurer als die Instandsetzung, durch ihn ergäben sich jedoch Vorteile hinsichtlich Sicherheit, Betrieb, Terminplanung und Bautechnik. Der grösste Vorteil war, dass der Zugbetrieb während der Bauarbeiten durchgehend aufrechterhalten werden konnte und der alte Tunnel als Rettungstunnel (zweite Röhre) Verwendung fand, was die Tunnelsicherheit nachhaltig erhöhte. Hauptnachteil war jedoch die erheblich höhere Umweltbelastung, da zum Beispiel das Ausbruchsmaterial abgefahren und deponiert werden musste. Das beim Bau des Albulatunnels II anfallende Ausbruchsmaterial wurde für die Beton- und Schotterproduktion verwendet; nicht geeignetes Material wurde in einer Geländekammer bei Preda deponiert.
Grössere geologische Untersuchungen wurden im Sommer 2012 im Bereich des Palpuognasees durchgeführt, um zu prüfen, ob mit Problemen beim Bau der neuen Röhre zu rechnen sei, insbesondere mit Wassereinbrüchen.

## Neubau Albulatunnel II

### Bewilligung
Im Dezember 2012 übergab die Rhätische Bahn die umfangreichen Planungsunterlagen dem Bundesamt für Verkehr. Laut dem Projektdossier wurde mit Baukosten von 350 Millionen Schweizer Franken gerechnet, worin die Modernisierung der beiden Stationen Preda und Spinas enthalten war. Es wurde mit einer Bauzeit von sechseinhalb Jahren gerechnet, die Inbetriebnahme sollte 2020 erfolgen. Der Neubau war mit dem Welterbe-Status der Albulalinie vereinbar, da der alte Tunnel erhalten bleibt und der Neubau bis auf die Tunnelportale im Berg nicht sichtbar ist.
Vom 12. April bis 13. Mai 2013 erfolgte die öffentliche Planauflage im Rahmen des ordentlichen eisenbahnrechtlichen Plangenehmigungsverfahrens durch die Gemeinden Bever und Bergün. Parallel dazu wurde mit der Umweltverträglichkeitsprüfung begonnen, die unter anderem wegen der mit dem Bauvorhaben verbundenen Rodungen notwendig war.
Das Verfahren wurde am 12. Mai 2014 mit der Genehmigung durch das Bundesamt für Verkehr abgeschlossen. Im August 2015 wurde mit dem Ausbruch des neuen Tunnels begonnen.

### Finanzierung
Die Gesamtinvestitionen wurden mit 345 Mio. CHF angegeben. Davon trugen bis 2015 der Bund 85 % und der Kanton Graubünden 15 %. Ab 2016 wurde der Tunnel vollumfänglich aus dem neuen Bahninfrastrukturfonds finanziert, bei der Eröffnung wurden als Baukosten 407 Millionen Franken angegeben.

### Bauausführung
Der neue ebenfalls eingleisige Tunnel wurde im Abstand von 30 m nordöstlich des vorhandenen Tunnels grösstenteils in einschaliger Spritzbeton-Bauweise gebaut.
In den Portalbereichen, den Lockergesteinsstrecken und den geologisch ungünstigen Zonen mit Raibler Rauwacke wurde eine zweischalige Bauweise mit Abdichtung und Innenschale, gegebenenfalls auch mit einem Sohlgewölbe, ausgeführt.
Der Ausbruch erfolgte im Sprengverfahren von beiden Portalen aus.
Der Tunnel erhielt einen Querschnitt von 31,4 m² und wurde mit fester Fahrbahn und Deckenstromschiene ausgerüstet.
Es wurden ferner zwei Lüftungszentralen sowie zwölf Querschläge zum vorhandenen Tunnel in einem Abstand von 425–460 m erstellt. Für den Bau wurde mit rund 244'000 m³ Ausbruchsmaterial gerechnet.

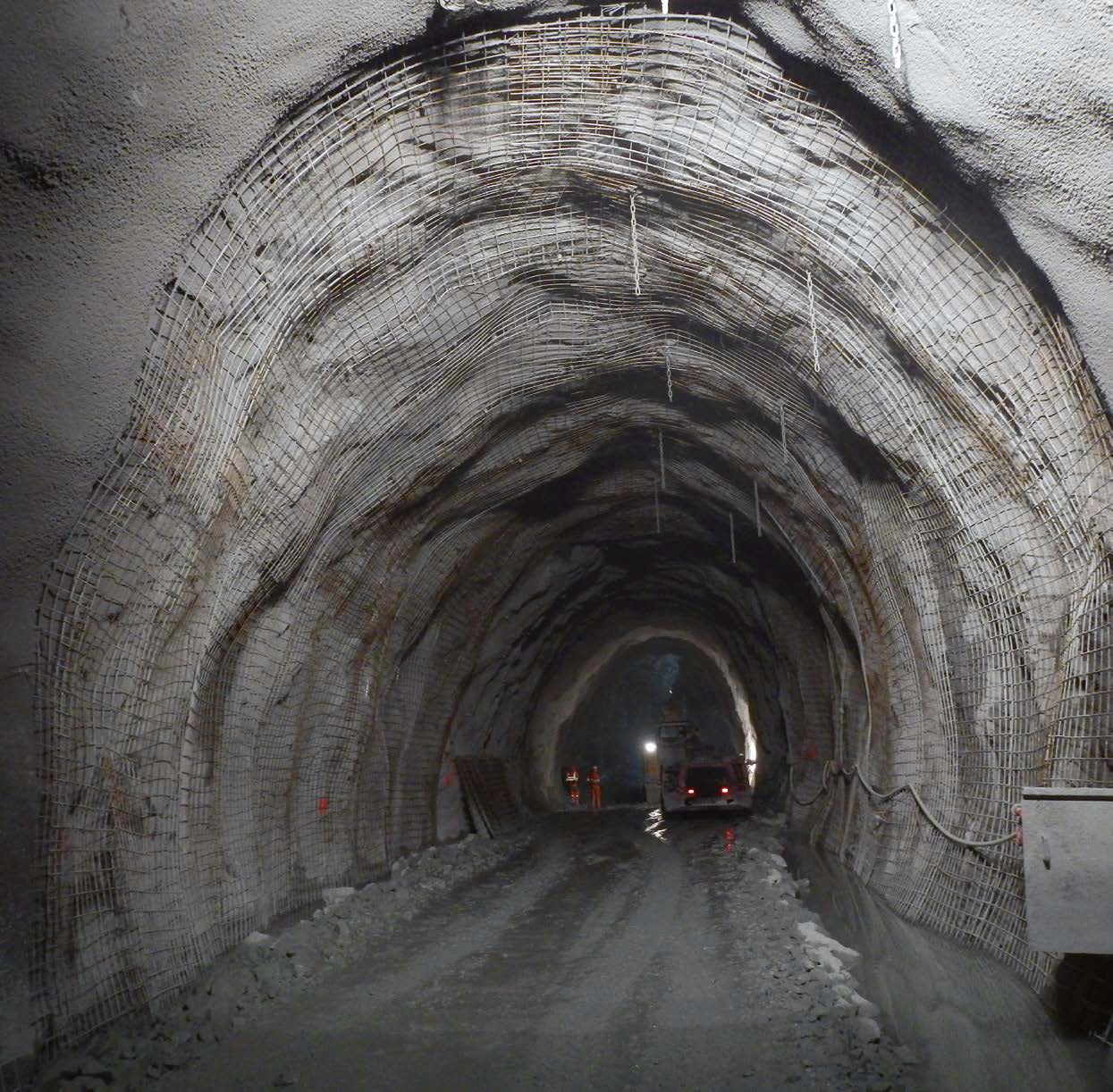
Sprengvortrieb Seite Spinas

Mit den Arbeiten zur Baustelleneinrichtung wurde bereits im Sommer 2014 begonnen – sowohl in Spinas als auch in Preda. In Preda wurde das alte Wärterhaus an seinen neuen Standort verschoben. Daneben wurden umfangreiche Erdarbeiten vorgenommen. Ende November 2014 wurden die Arbeiten für eine Winterpause unterbrochen. Im Frühjahr 2015 wurden sie zur Fertigstellung der Baustelleneinrichtung wieder aufgenommen. Im Februar 2015 wurde bekannt, dass das österreichische Bauunternehmen Porr als Generalunternehmer für den Tunnelbau beauftragt wurde, die Kosten für das Hauptlos betrugen rund 125 Mio. Schweizer Franken. Das Unternehmen begann im April 2015 mit den Tunnelbauarbeiten. Bis Ende August 2015 wurde das Baudorf am Nordportal in Preda errichtet. Es bestand aus über 100 Wohn-, Büro-, Sanitär- und Materialcontainern, so dass die über 80 Mineure und Arbeiter dort wohnen und arbeiten konnten. Die Anschlagfeier fand am 31. August statt. Die eigentlichen Tunnelarbeiten begannen im September 2015 und konnten auch während eines Teils des eher milden Winters hindurch fortgesetzt werden.
Am 2. Oktober 2018 wurde der Tunnel durchstochen.
Bis zum April 2024 wurde der Einbau aller bahntechnischen Anlagen wie Gleisanlagen, Fahrstromschiene, Signaltechnik, Mobilfunk, Beleuchtung, Elektrotechnik, Leittechnik und Sicherheitstechnik abgeschlossen. Es folgten Funktionstests und die behördliche Abnahme sowie der Rückbau der umfangreichen Baustelleneinrichtungen beidseits der Tunnel.

### Leitsystem
Im Rahmen des Neubaus des Albulatunnel II wird zusätzlich das Leitsystem (Bereich Niederspannung und Telecom) der RhB im gesamten Netz ersetzt und modernisiert. Die bestehenden Anlagen werden in das neue Leitsystem integriert. Dieser Prozess dauert mehrere Jahre (2022 – ca. 2030).

### Inbetriebnahme
Die offizielle Eröffnung fand am 8. Juni 2024 in Anwesenheit von Bundesrat Albert Rösti statt, gefolgt von einem Volksfest am 9. Juni, während der Beginn des fahrplanmässigen Betriebs auf den 12. Juni 2024 festgelegt worden war.

## Umbau und Sanierung erster Albulatunnel
Nach Inbetriebnahme des Albulatunnel II und Übernahme des Zugverkehrs durch den Neubau war der Weg frei für den Umbau des ersten Tunnels zum Sicherheitstunnel, nach Abschluss seiner Sanierung dient er als Fluchtweg bzw. Zuweg für Einsatzkräfte.